# Gary Coleman
Gary Wayne Coleman (Zion, Illinois, 8 de febrero de 1968-Provo, Utah, 28 de mayo de 2010) fue un actor estadounidense de televisión y cine, reconocido mundialmente por su papel protagonista en Diff'rent Strokes.
Nació con una enfermedad congénita del riñón que le causó nefritis (una destrucción autoinmune del riñón) y detuvo su crecimiento a una edad temprana —desarrolló una estatura pequeña: 1,42 m (4′ 8″)—, que se convirtió en su característica más distintiva. Tuvo dos trasplantes de riñón, en 1973 y en 1984, y además requirió diálisis.
Durante los ocho años de emisión, la comedia estadounidense Diff'rent Strokes (Arnold en España y Uruguay, Arnold, el travieso en Venezuela, Blanco y negro en el resto de América Latina) fue vista por millones de televidentes en todo el mundo en la década de 1980, siendo una de las más vistas en la historia de la televisión. Su personaje se caracterizaba por su famosa línea «¿De qué estás hablando, Willis?» (what'chu talkin' 'bout, Willis?). Gracias a su simpatía, fue una figura popular y protagonizó varios largometrajes y telefilmes, como On the Right Track y The Kid With the Broken Halo. Esta última película finalmente sirvió como la base para que Hanna-Barbera produjera la serie animada The Gary Coleman Show en 1982.
Apareció en la serie Drake & Josh como invitado con unas de las frases más icónicas de la serie: «Yo sé quién soy, amigo». 
En el punto más alto de su fama con Diff'rent Strokes, ganaba USD 100 000 por episodio. Sin embargo, al envejecer, perdió el favor del público. Después de la cancelación de la serie, su carrera artística decayó repentinamente. Falleció el 28 de mayo de 2010 tras una caída que le provocó una hemorragia intracraneal.

## Apariciones recientes en otros medios

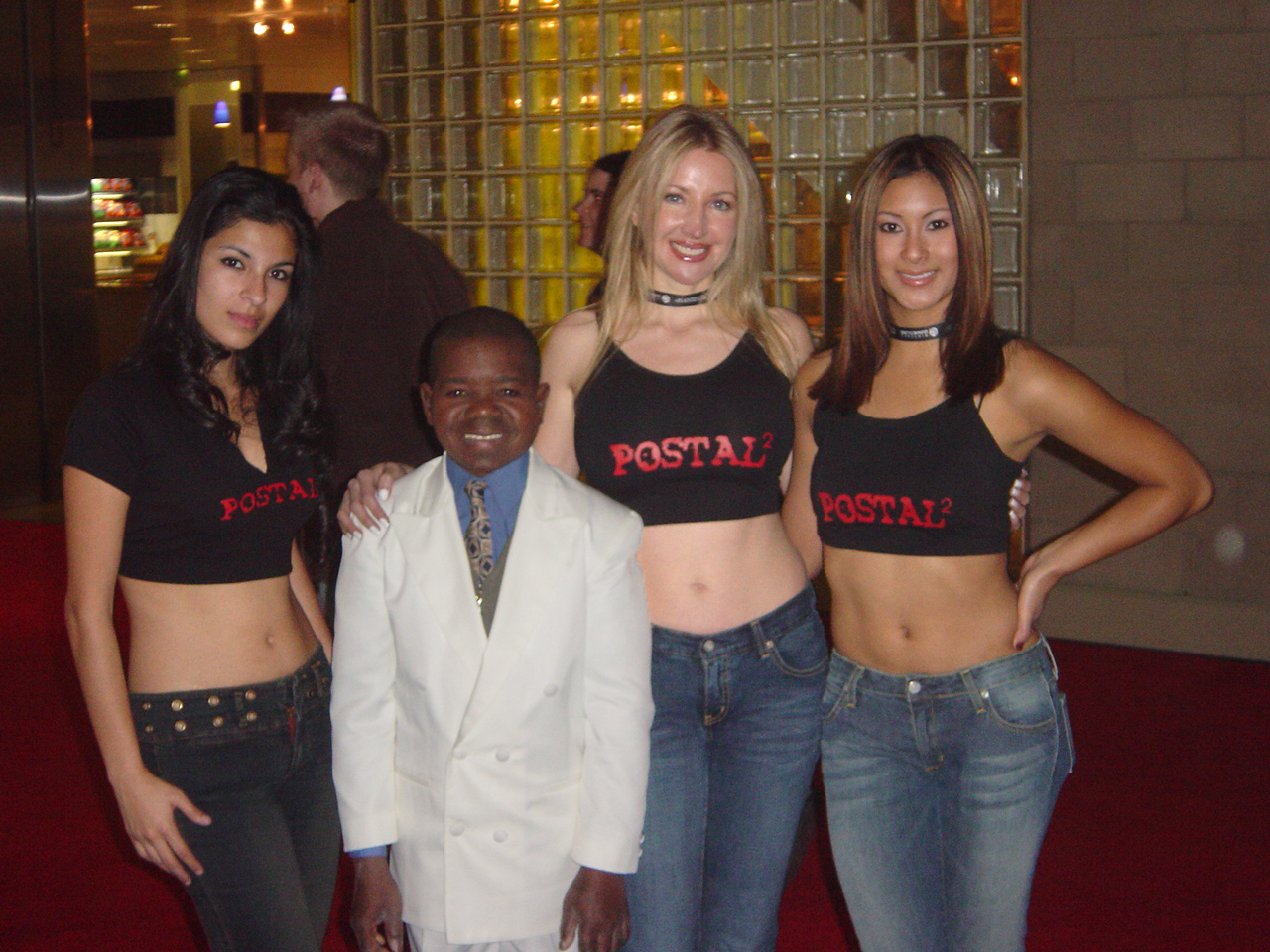
Taken on 15 de mayo de 2003 Dowtown Carrier Annex, Los Angeles, CA, US Sony Cybershot

Interpretó al guarda jurado del edificio en un capítulo de Married... with Children (#S08E16, «How Green Was My Apple») donde Al Bundy lo había llamado para reportar un camino de entrada ilegal.
En 1995, Coleman también apareció como el personaje Mad Dog en el espectáculo Martin (episodio titulado «High Noon»), en el que interpretó a un exconvicto a quien Martin ayudó a encarcelar. Una vez que Mad Dog es puesto en libertad, regresa buscando a Martin.
En 1997, Coleman trabajó dando voz para The Curse of Monkey Island la tercera entrega de la serie Monkey Island de juegos del género de comedia y acción desarrollado por LucasArts. 
En 2003, Coleman interpretó un papel de respaldo en el controvertido videojuego Postal² de Running With Scissors, Inc. Coleman se interpreta a sí mismo, apareciendo en un centro comercial, y uno de los objetivos del juego era conseguir su autógrafo. Su rol fue, casi desde luego, basado en un accidente de 1998, en el cual le dio un puñetazo a un fan, quien buscó su autógrafo mientras él estaba en un centro comercial. En cuanto el jugador consigue la dedicatoria, la torrente policiaca del centro comercial se dirige a arrestarlo por un crimen desconocido, lo que conduce a una violenta cacería. 
Protagonizó destacadamente el paquete extendido para Postal² en 2005, Apocalypse Weekend.
En 1999, Gary se interpretó a sí mismo en un episodio de Los Simpson titulado «Grift of the Magi». 
También ha aparecido en una de las temporadas de La vida surrealista (The Surreal Life, en inglés) y fue el mánager de los personajes de La vida surrealista del restaurante en donde trabajaron. Él sentía que fue utilizado por las personas que crearon Diff'rent Strokes.
En 2001, Coleman fue empleado como guardia de seguridad en un centro comercial peatonal dentro del área de Los Ángeles. Un video de él, intentando detener a un vehículo que estaba ingresando en un recinto, mientras que el conductor (obviamente un miembro del paparazzi) lo ridiculizó haciendo los asaltos en varios late night talk shows. 
Se interpretó a sí mismo en el especial de Scooby-Doo «Night of the Living Doo».
De vez en cuando es capaz de cobrar dentro de su campo el valor de los miembros de la generación X, pues estuvo apareciendo en roles de cameo tanto en cine como en televisión. Como con Day-glo, Rubik's Cube, Valley Girl, los Cariñositos (The Care Bears), Mister T, Los Pitufos y otros productos de inicios de los años ochenta. El renombre de Coleman coincidió con la niñez de una generación particularmente productiva de usuarios de Internet, y es, en 2005, una figura de menor importancia de culto. 
Ha aparecido también en World Wrestling Entertainment (WWE) en el video musical de la superestrella John Cena Bad Bad Man, en el que apareció como él mismo, también en el video de Kid Rock Cowboy. En este video apareció, desafiando propiamente al diminuto compañero de Rock, Joe C. Adicionalmente, Coleman fue coestrella en una ocasión de Surreal Life, Ron Jeremy tiene también un cameo, como pianista.
Realizó una aparición en Star Dates de E!; eran espectáculos donde se rememoraba a las celebridades que desarrollaron una breve pero famosa carrera artística. Gente como Jimmie Walker (Good Times), Butch Patrick (Los Munsters) y Susan Olsen (The Brady Bunch) han aparecido también en dicha emisión.
Coleman también apareció en la comedia situacional Drake & Josh, de Nickelodeon. Los dos personajes principales vendían un producto llamado Gary Coleman Grill (una parodia de George Foreman Grill). Al final del programa, Coleman aparece como él mismo. En 2006, Coleman apareció en un comercial para una compañía de préstamo en efectivo por adelantado llamada CashCall. Finaliza el comercial diciendo «Pay your bills on time and everyone will love you» (paga tus cuentas a tiempo y todo el mundo te amará).
En junio de 2005, VH1 lo nombró n.º 1 en la lista de Las cien fabulosas estrellas infantiles (Top 100 Child Stars Ever).

### Coleman en Italia
En 1986, Coleman tuvo una pequeña participación en un episodio del talk show italiano Studio 5, con un popular comediante de la televisión italiana Marco Columbro y la mujer espectáculo Roberta Termali. También él y su actor de doblaje al italiano Fabrizio Manfredi, tuvieron una aparición especial como estrellas invitadas en Pentatlon, un programa de concursos de Mike Bongiorno.[cita requerida]
En Italia, Diff'rent Strokes se transmitió con varios nombres: Harlem contro Manhattan (1979-1980), Il mio amico Arnold (1981-1987), Arnold (1988 hasta la fecha). El tema original se sustituyó a menudo por varias canciones musicales italianas: la primera, Arnold, interpretada por Nico Fidenco, fue un éxito en 1980.[cita requerida]
En 2006, los mejores episodios seguían difundiéndose por Italia 1 (de grupo Mediaset) todos los días a las 6:00 a. m.[cita requerida]
En Family Guy, en el episodio Brian Goes Back to College, Stewie se escapa de su casa para irse con Brian a la universidad. Brian le pregunta cómo haría para que Lois no se diera cuenta de su ausencia. Stewie le confiesa que Gary Coleman le debe un favor; en el mismo instante, aparece Gary Coleman con un disfraz de Stewie imitando las frases típicas de Stewie, como: La Victoria será mía![cita requerida]

## Luchas legales
Coleman demandó a sus padres y a su mánager por la apropiación indebida de su fondo fiduciario de 8,3 millones de dólares estadounidenses, y ganó USD 1 280 000 con el fallo del 23 de febrero de 1993. El origen del pleito era que sus padres habían utilizado el fondo del fideicomiso para acumular USD 770 000 para ellos, y habían dejado solamente USD 220 000 para Gary. En 1999, Coleman se declaró en bancarrota; atribuyó sus problemas financieros a la mala gestión de sus fondos.[cita requerida]
Coleman apareció en la Corte Pública el 2 de noviembre de 2000, acusado de asalto, luego de haber golpeado a una mujer. Lo sentenciaron a pagarle a la chofer de autobús Tracy Fields USD 1665, por cuentas del hospital, como resultado de la pelea. Había intentado conseguir el autógrafo de Coleman mientras él compraba un chaleco antibalas en un centro comercial de California. Coleman dijo sentirse «amenazado por su insistencia» y la golpeó en la cabeza. Coleman trabajaba como guardia de seguridad en ese entonces. Este incidente se parodió después en Chappelle's Show, en The Smoking Gun y en el episodio «Grift of the Magi», de Los Simpson.[cita requerida]

## Candidato para gobernador de California
Coleman fue candidato a gobernador de California en las elecciones de 2003. Su campaña fue patrocinada por el semanario gratuito, la East Bay Express como un comentario satírico sobre su memoria. Después de que Arnold Schwarzenegger anunciase su candidatura, Coleman retiró la suya, indicando que votaría por él. Coleman se colocó en el octavo puesto de las elecciones, dentro de una competencia de 135 candidatos, con 14 242 votos a su favor.

## Curiosidades

### Personaje deAvenue Q
Coleman era un personaje (no un actor) del exitoso musical de Broadway en 2003, Avenue Q, que ganó el premio Tony por mejor musical en 2004. El personaje trabaja como el superintendente del complejo departamental donde se desarrolla el musical. En la canción «It Sucks to be Me», él mismo señala:

I'm Gary Coleman, from TV's Diff'rent Strokes./I made a lot of money that got stolen by my folks./Now I'm broke, and I'm the butt of everyone's jokes./But I'm here, the superintendent of Avenue Q!...Try having people stopping you to ask you «what'chu talkin' 'bout, Willis?»/It gets old... (Soy Gary Coleman, de Diff'rent Strokes./Hice mucho dinero, que mi familia me robó./Ahora estoy sin dinero, y todos se burlan de mí./¡Pero estoy aquí, soy el superintendente de Avenue Q!...Traten de imaginar a gente que me detiene para preguntar y preguntar: «¿De qué hablas, Willis?»/Esto fastidia...).

## Fallecimiento
El 26 de mayo de 2010, Coleman ingresó en el Utah Valley Regional Medical Center en Provo, Utah, en estado crítico después de caer por las escaleras en su casa en Santaquin y golpearse la cabeza, posiblemente después de otra convulsión, y sufrir un hematoma epidural. Según un portavoz del hospital, Coleman estaba consciente y lúcido a la mañana siguiente, pero su estado empeoró posteriormente. A media tarde del 27 de mayo, estaba inconsciente y con soporte vital. Murió a las 12:05 p. m. MDT (18:05 UTC) el 28 de mayo de 2010, a la edad de 42 años. El fin de semana posterior a la muerte de Coleman, un funeral programado se pospuso y luego se canceló debido a una disputa sobre la disposición de su patrimonio y permanece entre los padres adoptivos de Coleman, la exsocia comercial Anna Gray y Price. El exgerente de Coleman, Dion Mial, estuvo involucrado inicialmente, pero se retiró después del testamento de Coleman de 1999, que nombraba a Mial como ejecutor y ordenaba que su velorio fuera «... realizado por personas que no tienen vínculos financieros conmigo y pueden verse entre sí a los ojos y dicen que realmente se preocupan personalmente por Gary Coleman», resultó haber sido reemplazado por uno posterior que reemplazó a Mial con Gray, y ordenando «... que no haya servicio fúnebre, velorio u otra ceremonia que conmemore mi fallecimiento».
Surgieron dudas sobre si Price, quien aprobó suspender el soporte vital de Coleman, estaba legalmente autorizado para hacerlo. La controversia fue exacerbada por una fotografía publicada en la portada del periódico sensacionalista Globe que mostraba a Price posado junto a un Coleman en coma e intubado, bajo el título «¡Fue un asesinato!»  Si bien el testamento final de Coleman, firmado en 2005, nombró a Gray como albacea y le otorgó todo su patrimonio, Coleman y Price se casaron en 2007. Aunque se divorciaron en 2008, Price afirmó en una petición judicial que ella seguía siendo la esposa de hecho de Coleman, con los dos comparten cuentas bancarias y la pareja se presenta públicamente como marido y mujer hasta la muerte de Coleman. Su afirmación, si hubiera sido validada por el tribunal, la habría convertido en su legítima heredera.
En mayo de 2012, el juez James Taylor declaró que si bien Price había vivido en la casa de Coleman después de que terminó su matrimonio, su relación en el momento de su muerte no cumplió con el estándar de Utah para un matrimonio de hecho. Posteriormente, el hospital emitió un comunicado en el que confirmaba que Coleman había completado una directiva médica anticipada otorgando a Price permiso para tomar decisiones médicas en su nombre. Una investigación de la policía de Santaquin se cerró el 5 de octubre de 2010, después de que el médico forense dictaminara que la muerte de Coleman fue accidental y no se pudieron demostrar pruebas de irregularidades.

## Filmografía
| Año  | Título de la película                   | Otras notas                                    |
| ---- | --------------------------------------- | ---------------------------------------------- |
| 1981 | On the Right Track                      |                                                |
| 1982 | Jimmy the Kid                           |                                                |
| 1994 | Party                                   | Papel corto, también fue el productor asociado |
| 1994 | S.F.W.                                  | Cameo                                          |
| 1996 | Fox Hunt                                |                                                |
| 1997 | Off the Menu: The Last Days of Chasen's | Documental                                     |
| 1998 | Dirty Work                              | Cameo                                          |
| 2000 | The Flunky                              |                                                |
| 2000 | Shafted!                                |                                                |
| 2002 | Frank McKlusky, C.I.                    | Cameo                                          |
| 2003 | Dickie Roberts: Former Child Star       | Cameo                                          |
| 2004 | Chasing the Edge                        | Papel corto                                    |
| 2004 | Save Virgil                             | Papel corto                                    |
| 2005 | A Christmas Too Many                    |                                                |
| 2006 | Church Ball                             |                                                |
| 2007 | Postal                                  |                                                |

## Trabajo en televisión
- Good Times (1977) (estrella invitada)
- Diff'rent Strokes (Arnold en España y Blanco y negro en Latinoamérica) (1978-1986)
- The Kid from Left Field (1979)
- Scout's Honor (1980)
- Buck Rogers in the 25th Century (cameo)
- The Kid with the Broken Halo (1982)
- The Gary Coleman Show (1982) (cancelado meses después) (voz)
- The Kid with the 200 I.Q. (1983)
- The Fantastic World of D.C. Collins (1984)
- Playing with Fire (1985) (telefilme)
- Cuentos asombrosos, «El hombre del mando a distancia» (1985)
- Married with children (1989)
- The Fresh Prince of Bel-Air (1996) (estrella invitada)
- Like Father, Like Santa (1998)
- Los Simpson, «Grift of the Magi» (1999)
- The Drew Carey Show, «What's Wrong with this Episode? IV» (28 de marzo de 2001)
- Drake & Josh (estrella invitada)
- A Carol Christmas (2003)
- Padre de familia, «Brian vuelve a la universidad» (2005)
- My Wife and Kids (estrella invitada)
- Nitro Circus (estrella invitada)